# Dirk Vöpel
Dirk Vöpel (* 29. Mai 1971 in Oberhausen) ist ein deutscher Politiker der SPD. Er ist seit 2013 Mitglied des Deutschen Bundestages.

## Leben
Vöpel besuchte zunächst den städtischen Kindergarten am Rechenacker und die Landwehr-Grundschule am Rechenacker, beide in Oberhausen-Alstaden. Das Elsa-Brändström-Gymnasium verließ er 1991 mit dem Abitur. Nach seinem Zivildienst beim Arbeitskreis Behinderter und Nichtbehinderter im katholischen Stadthaus in Mülheim an der Ruhr studierte er Rechtswissenschaften an der Ruhr-Universität in Bochum. 1998 gründete er die Service Agentur Vöpel, eine Firma für Dienstleistungen mit Ausrichtung auf Neue Medien und Schwerpunkt auf IT-Handel und IT-Service.
Vöpel ist geschieden und Vater einer Tochter.

## Politik
Vöpel wurde 1988 Mitglied der SPD und leitete schon bald die Arbeitsgruppe der Jusos im Ortsverein Oberhausen-West. Von 1992 bis 1994 war er Vorsitzender der Oberhausener Jusos. 2005 wurde er Ortsvereinsvorsitzender der SPD in Oberhausen-West, nachdem er zuvor zehn Jahre lang Stellvertreter gewesen war. 1994 wurde er in die Bezirksvertretung von Alt-Oberhausen gewählt, 1999 in den Stadtrat. Nach dem Tod des Bezirksbürgermeisters von Alt-Oberhausen Josef Loege wurde Vöpel 2011 zu dessen Nachfolger gewählt. Bei einer internen Vorwahl innerhalb der SPD Oberhausen und Dinslaken, konnte er sich u. a. gegen den Oberhausener Juso-Vorsitzenden Maximilian Janetzki durchsetzen.

## Abgeordneter
Bei der Bundestagswahl 2013 trat er erstmals für das Direktmandat im Wahlkreis Oberhausen – Wesel III an. In der traditionellen SPD-Hochburg konnte er sich deutlich gegen Marie-Luise Dött durchsetzen. Im 18. Bundestag war Vöpel Ordentliches Mitglied im Verteidigungsausschuss. Im 19. und 20. Deutschen Bundestag war Vöpel ordentliches Mitglied im Verteidigungsausschuss und gehörte als stellvertretendes Mitglied dem Ausschuss für Inneres und Heimat, sowie dem Ausschuss für Arbeit und Soziales an.
Im 21. Deutschen Bundestag ist Vöpel ordentliches Mitglied im Ausschuss für Wohnen, Stadtentwicklung, Bauwesen und Kommunen und im Verkehrsausschuss sowie stellvertretendes Mitglied im Verteidigungsausschuss.

## Weitere Mitgliedschaften
Mitglied im Präsidium der Deutschen Gesellschaft für Wehrtechnik (DWT). Vöpel ist Mitglied der überparteilichen Europa-Union Deutschland, die sich für ein föderales Europa und den europäischen Einigungsprozess einsetzt.